# Dasineura violahirtae
Dasineura violahirtae är en tvåvingeart som beskrevs av Stelter 1982. Dasineura violahirtae ingår i släktet Dasineura och familjen gallmyggor. Inga underarter finns listade i Catalogue of Life.